# HMS Prince Consort (1862)
Panserskibet HMS Prince Consort var planlagt som et traditionelt træbygget linjeskib med dampmaskineri og skulle oprindelig have haft navnet Triumph. Skibet blev påbegyndt i 1860 på et tidspunkt, hvor man i både i Frankrig og Storbritannien allerede var begyndt at bygge panserskibe, men hvor deres overlegenhed i forhold til linjeskibene endnu ikke var almindelig anerkendt. I maj 1861 stod det imidlertid klart for den britiske flådeledelse, at man var ved at blive overhalet af det franske byggeprogram, og derfor blev der truffet beslutning om at færdigbygge skibet som som panserskib. Da prinsegemalen prins Albert var død samme år, blev navnet ændret til Prince Consort ("prinsgemal") til ære for ham.

## Tjeneste
Prince Consort kom ved afleveringen i 1864 til Liverpool for at holde øje med de skibe, der var under bygning for Konføderationen. Senere samme år indgik den i Kanalflåden, og gjorde tjeneste her til eftersynet i 1867. Var derefter i Middelhavsflåden 1867-71. Efter omarmeringen i England i 1871 kom skibet ikke mere i tjeneste. Træskroget gik hurtigt til, og Prince Consort blev solgt i 1882.